# Sender Les Ordons
Der Sendeturm Les Ordons ist ein 80 m hoher Sendeturm in Stahlfachwerkbauweise auf dem Berg Les Ordons (995 m ü. M.), Standortgemeinde Bourrignon, beim Col des Rangiers zwischen Delsberg und Pruntrut, Schweiz.

## Frequenzen und Programme

### Analoger Hörfunk (UKW)
In UKW werden folgende Programme ausgestrahlt:
| Frequenz (MHz) | Programm             | RDS PS   | RDS PI | Regionalisierung | ERP (kW) | Antennendiagramm rund (ND)/gerichtet (D) | Polarisation horizontal (H)/vertikal (V) |
| -------------- | -------------------- | -------- | ------ | ---------------- | -------- | ---------------------------------------- | ---------------------------------------- |
| 90,3           | GRRIF                | _GRRIF__ | 4F57   | –                | 0,5      | D (150–270°)                             | H                                        |
| 100,8          | Radio Fréquence Jura | RFJ-BNJ_ | 4F1B   | –                | 7        | D (190–230°)                             | H                                        |

### Digitaler Hörfunk (DAB)
DAB wird in vertikaler Polarisation und im Gleichwellenbetrieb mit anderen Sendern ausgestrahlt.
| Block                      | Programme | ERP (in kW) | Antennendiagramm rund (ND), gerichtet (D) | Gleichwellennetz (SFN) |
| -------------------------- | --- | ----------- | ----------------------------------------- | --- |
| 10B RMS_F02 (SUI?????)     | DAB-Block der Romandie Média SA: - Grrif (72 kbit/s DAB+) - Lac (72 kbit/s DAB+) - LFM (72 kbit/s DAB+) - One FM (72 kbit/s DAB+) - Radio Chablais (72 kbit/s DAB+) - Radio Maria SR (72 kbit/s DAB+) - Radio R (72 kbit/s DAB+) - Rhone FM (72 kbit/s DAB+) - RJB (72 kbit/s DAB+) - Rouge (72 kbit/s DAB+) - RTN (72 kbit/s DAB+) - Vertical (72 kbit/s DAB+) | 8           | D (210–280°)                              | - Freiburg: Charmey (la Monse), Charmey (Vounetse), Freiburg im Üechtland (Lorette), Sorens (Mont-Gibloux) - Genf: Mont Salève (Téléphérique) [FR] - Jura: Boncourt (Déridez), Bourrignon (Les Ordons), Damvant (Ferme du Lomont), Delsberg, Montsevelier (Champre), Muriaux (Point-de-Vue), Pruntrut (sur le Banne), Vaulion (Dent de Vaulion) - Neuenburg: Les Brenets (le Châtelard), La Brévine (Cerneux-Péquignot Charmottes), Chaux-de-Fonds (Loge), La Sagne (Plature), Le Locle (Primevères), Milvignes (Cottendart), Neuenburg, Noiraigue (Les Oeillons), Saint-Sulpice NE (Haut de la Vy), Villiers (Clémesin) - Waadt: Chavannes-sur-Moudon (Velotty), Château-d’Oex (Sarouche), Cuarny (Montéla), Cudrefin (Tremblex), Fontanezier (Bonvillars Champs Lequet), Lausanne (Chailly), Lausanne (Renens), Lausanne-Bellevaux, Olun (Chamossaire), Ormont-Dessus Diablerets (Le Crétat), La Praz (Champs Mâitre), Reyvroz (Montagne des Sœurs) [FR], Ste. Croix-Auberson (la Broutire), Vaulion (Dent de Vaulion) - Wallis: Arbaz/Ayent (Pas de Maimbré), Bagnes (Bruson Côt), Evolène (La Forclaz quartier col), Feschel (Wilerzälg), Grimentz (Roua), Martigny (Ravoire), Orsières-Champex (le Signal), Port Valais (Chalavornaire), St. Gingolph (Grand Devin), Zinal (Ayer) |
| 12A SRG SSR F01 (SUI0007A) | DAB-Block der SRG SSR: - RTS Première (72 kbit/s DAB+) - Première-Bis (48 kbit/s DAB+) - RTS Espace 2 (96 kbit/s DAB+) - RTS Couleur 3 (80 kbit/s DAB+) - RTS Option Musique (80 kbit/s DAB+) - Radio SRF 1 BE FR VS(72 kbit/s DAB+) - Radio SRF Musikwelle (64 kbit/s DAB+) - Radio SRF 3 (64 kbit/s DAB+) - Radio SRF 4 News (56 kbit/s DAB+) - Radio Rumantsch (72 kbit/s DAB+) - Rete Uno (72 kbit/s DAB+) - Radio Swiss Pop (64 kbit/s DAB+) - Radio Swiss Jazz (64 kbit/s DAB+) - Radio Swiss Classic (72 kbit/s DAB+) | 6           | D (110–290°)                              | - Bern: Biel-Magglingen (Evilard Hohmatt), Chasseral, Ins (Schaltenrain-Fürstengräber), Loveresse (Moron Chez Joseph), Münster BE (Mont Graitery), Sonceboz (Cernil du bas) - Freiburg: Charmey (la Monse), Gurmels (Cordast), Freiburg im Üechtland-Innenstadt (Lorette), Montbovon, Sorens (Mont-Gibloux) - Genf: Genf-Innenstadt (Studio Carl Vogt), Mont Salève (Téléphérique) [FR] - Jura: Boncourt (Châtillon), Bourrignon (Les Ordons), Chevenez (sur le Patai), Courtemaîche, Delsberg (La Met), Noirmont (Roc Montès), Pruntrut (sur le Banne), Saint-Ursanne, Soyhières, Undervelier - Neuenburg: Brot-Plamboz (Solmon Val de Travers), La Brévine (Cerneux-Péquignot Charmottes), Chaux-de-Fonds (Mont Cornu), Cerneux-Pequignot (Maix-Rochat), Les Hauts-Geneveys (rue republique), Le Locle (Roche-Houriet), Saint-Sulpice NE (Haut de la Vy), La Sagne (Plature) - Waadt: Abbaye (Vallée de Joux/Pont-Agouillons), Bougy (Villars Signal), Chardonne (Mont Pèlerin), Château-d’Oex (Sarouche), Chavannes-sur-Moudon (Velotty), Chenit (Brassus), Cudrefin (Tremblex), La Dôle (Gingins), Fontanezier (Bonvillars Champs Lequet), Lausanne (Chailly), Lausanne (Renens), Lausanne-Bellevaux, Montana (Grand Signal), Olun (Chamossaire), Premier (Buclards), Sainte Croix-Auberson (la Broutire), Vallée de Joux (Pont-Agouillons) - Wallis: Arbaz/Ayent (Pas de Maimbré), Bagnes (Bruson Côt), Champéry, Evolène (La Forclaz quartier col), Grimentz (Roua), Martigny (Ravoire), Haute-Nendaz, Orsières-Champex (le Signal), Port Valais (Chalavornaire), Trient, Trient (vers le ponts), Troistorrents (Morgins) |

## Ehemalige Frequenzen und Programme

### Analoger Hörfunk (UKW)
Die UKW-Ausstrahlung der Programme der SRG wurde am 31. Dezember 2024 eingestellt.
| Frequenz (MHz) | Programm        | RDS PS   | RDS PI | Regionalisierung | ERP (kW) | Antennendiagramm rund (ND)/gerichtet (D) | Polarisation horizontal (H)/vertikal (V) |
| -------------- | --------------- | -------- | ------ | ---------------- | -------- | ---------------------------------------- | ---------------------------------------- |
| 94,2           | RTS La Première | RTS-1ERE | 43D1   | –                | 9        | D (180–230°)                             | H                                        |
| 99,6           | Espace 2        | ESPACE_2 | 43D2   | –                | 9        | D (180–230°)                             | H                                        |
| 104,8          | Couleur 3       | COULEUR3 | 43D3   | –                | 9        | D (180–230°)                             | H                                        |

### Analoges Fernsehen (PAL)
Bis zur Umstellung auf DVB-T diente der Sender Les Ordons weiterhin für analoges Fernsehen (PAL):
| Kanal | Frequenz (MHz) | Programm | ERP (kW) | Sendediagramm rund (ND)/ gerichtet (D) | Polarisation horizontal (H)/ vertikal (V) |
| ----- | -------------- | -------- | -------- | -------------------------------------- | ----------------------------------------- |
| 7     | 189,25         | TSR 1    | 3,7      | D                                      | H                                         |
| 31    | 551,25         | SF 1     | 14       | ND                                     | H                                         |
| 34    | 575,25         | TSR 2    | 5,8      | D                                      | H                                         |

### Digitales Fernsehen (DVB-T)
Bis zum 3. Juni 2019 abgestrahlte Programme in DVB-T:
| Kanal | Frequenz (in MHz) | Multiplex | Programme im Multiplex                 | ERP (in kW) | Antennen- diagramm rund (ND) / gerichtet (D) | Polarisation horizontal (H) / vertikal (V) |
| ----- | ----------------- | --------- | -------------------------------------- | ----------- | -------------------------------------------- | ------------------------------------------ |
| 30    | 546               | SRG F01   | - RTS Un - SRF 1 - RSI LA 1 - RTS Deux | 9,9         | D (30–180°, 210–270°)                        | V                                          |